# Chaetocladius piger
Chaetocladius piger är en tvåvingeart som först beskrevs av Maurice Emile Marie Goetghebuer 1913.  Chaetocladius piger ingår i släktet Chaetocladius och familjen fjädermyggor. Arten har ej påträffats i Sverige. Inga underarter finns listade i Catalogue of Life.